# پاولیک موروزوف
پاول تروفیموویچ موروزوف (روسی: Па́вел Трофи́мович Моро́зов؛ ۱۴ نوامبر ۱۹۱۸ – ۳ سپتامبر ۱۹۳۲) بیشتر شناخته‌شده با مصغر پاولیک نوجوانی اهل اتحاد جماهیر شوروی سوسیالیستی بود که به عنوان شهید شناخته می‌شد. داستان او به سال ۱۹۳۲ بر می‌گردد: «یک پسرِ ۱۳ ساله که پدرش را به مقامات شوروی لو داده بود، به دست باقی خانواده‌اش کشته می‌شود». داستان او زمینه‌ای برای مقالات، آهنگ‌ها، نمایش‌ها، شعرها، یک اوپرای کامل و شش زندگی‌نامه شد. این ایزدانگاری تأثیر زیادی بر هنجارهای اخلاقی نسل بعدی کودکان داشت، کودکانی که تشویق می‌شدند تا از والدینشان خبرچینی کنند.
شواهد بسیار کمی برای واقعیت این ماجرا هست و بیشتر آن از شایعات دسته‌دوم نشأت گرفته. بر اساس پژوهش‌های نوین، این داستان به احتمال زیاد دروغ است. اگرچه پاولیک یک کودک واقعی بوده که به قتل رسیده، اما داستانش پروپاگاندا‌یی ساختهٔ شوروی بوده.